# Rhyacophila chamolungpa
Rhyacophila chamolungpa är en nattsländeart som beskrevs av Schmid 1970. Rhyacophila chamolungpa ingår i släktet Rhyacophila och familjen rovnattsländor. Inga underarter finns listade i Catalogue of Life.